# Dayton (Maine)
Dayton es un pueblo ubicado en el condado de York en el estado estadounidense de Maine. En el Censo de 2010 tenía una población de 1.965 habitantes y una densidad poblacional de 41,24 personas por km².

## Historia
Dayton fue ocupado por las personas de las Sokokis (Sacos) indígenas de América, quienes cazaban y pescaban a lo largo del Río Saco. Actualmente el sendero antiguo de las Sakokis se llama Route 5, y pasa por Dayton. En 1664, el comandante William Phillips compró terreno que hoy en día se ha convertido en los pueblos de Hollis, Dayton, y parte de Limington. En 1728, una fortaleza que contuvo un puesto de comercio estuvo construida debajo de Union Falls y se mantuvo durante la Guerra de los Siete Años.

## Geografía
Dayton se encuentra ubicado en las coordenadas 43°33′9″N 70°34′32″O / 43.55250, -70.57556. Según la Oficina del Censo de los Estados Unidos, Dayton tiene una superficie total de 47.65 km², de la cual 46.33 km² corresponden a tierra firme y (2.77%) 1.32 km² es agua.

## Demografía
Según el censo de 2010, había 1.965 personas residiendo en Dayton. La densidad de población era de 41,24 hab./km². De los 1.965 habitantes, Dayton estaba compuesto por el 97.56% blancos, el 0.81% eran afroamericanos, el 0.51% eran amerindios, el 0.1% eran asiáticos, el 0% eran isleños del Pacífico, el 0.1% eran de otras razas y el 0.92% pertenecían a dos o más razas. Del total de la población el 0.81% eran hispanos o latinos de cualquier raza.